# Cynthia McLeod

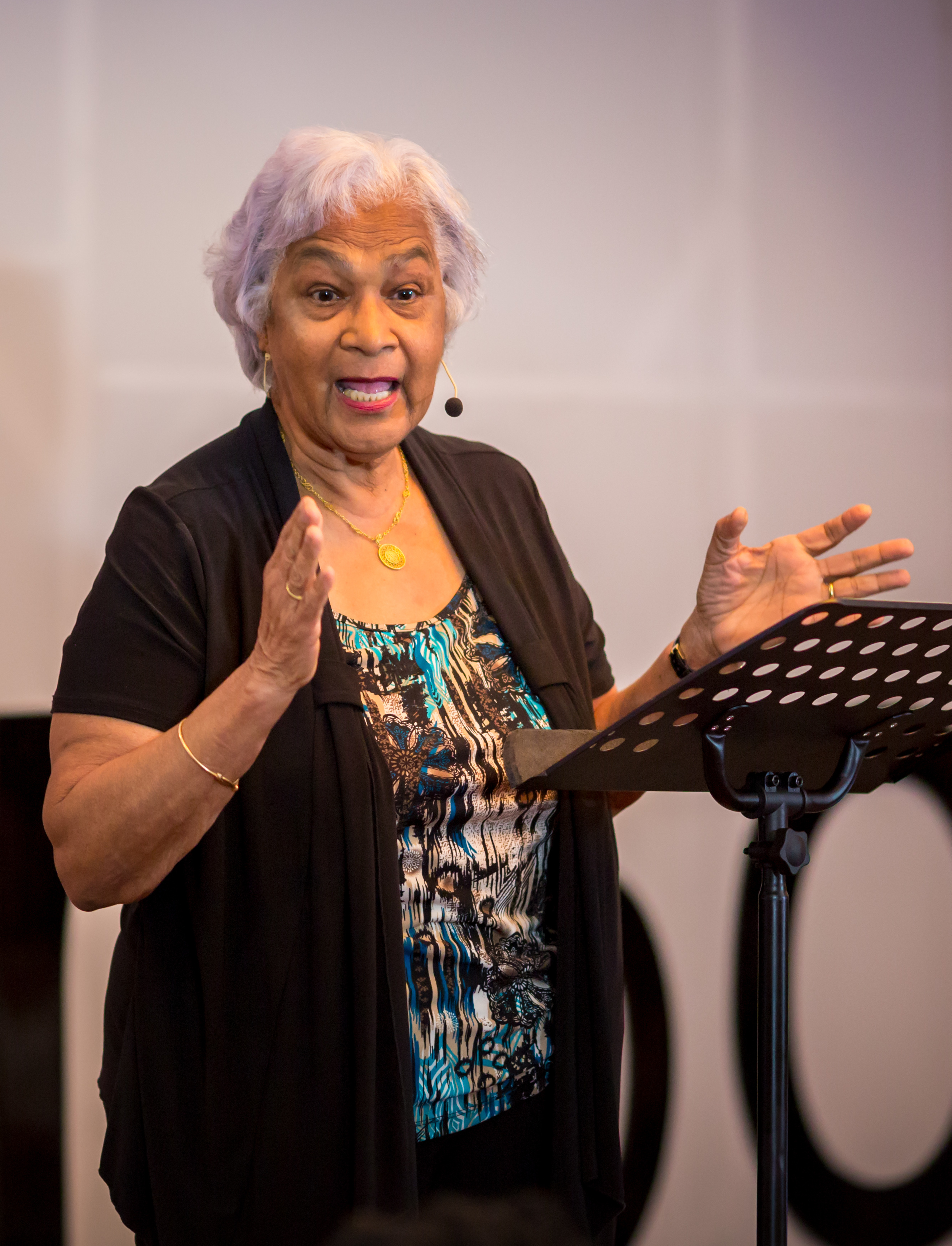
Cynthia McLeod, 2015

Cynthia Henri McLeod (* 4. Oktober 1936 in Paramaribo, Suriname) ist eine surinamische Schriftstellerin.

## Leben
Cynthia wurde als Tochter des Gouverneurs und ersten Staatspräsidenten von Suriname Johan Henri Eliza Ferrier und Eugenie Lionarons geboren. Eine Halbschwester ist die niederländischen Politikerin Kathleen Gertrud Ferrier. Sie absolvierte in Suriname die Mittelschule und reiste anschließend zur weiteren Ausbildung als Kinderpädagogin in die Niederlande. Nach ihrer Rückkehr nach Suriname und dem Niederländischstudium unterrichtete sie von 1969 bis 1978 Niederländisch an der Realschule in Paramaribo. Ihr Ehemann Donald McLeod wurde 1978 zum Botschafter von Suriname in Venezuela ernannt. Danach folgten Posten in Belgien und den Vereinigten Staaten. In dieser Zeit hatte sie die Möglichkeit, verschiedene Archive aufzusuchen und die dort vorhandenen Unterlagen über die koloniale Vergangenheit zu studieren. Die erworbenen Kenntnisse waren Unterbau für ihre späteren historischen Romane.
1987 erschien dann ihr erster Roman mit dem Titel Hoe duur was de suiker? (Wie teuer war der Zucker?). Der historische Roman beschreibt die Zeit des 18. Jahrhunderts in Suriname, der Zeit der Zuckerrohrplantagen, mit seinen europäischen, jüdischen Pflanzern und der Sklaverei. Die erste Ausgabe des Verlegers Vaco in Paramaribo war bereits innerhalb weniger Monate ausverkauft. Dieser Roman wurde auch ins Deutsche übersetzt und 1996 unter dem Titel Surinam herausgegeben. Das Buch wurde mit dem Titel Hoe duur was de suiker verfilmt. Die Film-Premiere fand im September 2013 statt.
Sie schrieb weitere historische Romane über die Zeit des 19. Jahrhunderts und eine Studie über Elisabeth Samson, eine im Suriname des 18. Jahrhunderts frei geborene Afro-Surinamerin. Diese historische Studie verarbeitete sie später zu einem Roman. In einem weiteren Roman beschreibt Cynthia McLeod die Zeit der Militärdiktatur ab Februar 1980 unter dem Titel … die revolutie niet begrepen! (… diese Revolution nicht verstanden!).
In Suriname organisiert Cynthia McLeod Stadtwanderungen durch das historische Paramaribo. Außerdem besaß sie ein Boot, die Sweet Merodia, mit dem Fahrten für Touristen über den Suriname und den Commewijne zu den alten Plantagen angeboten wurden. Cynthia McLeod kaufte das Boot 1998 mit den Erlösen aus dem Verkauf ihres Bestsellers Hoe duur was de suiker?. Sie wollte den surinamischen Kindern ermöglichen, die Geschichte ihres Landes nicht nur aus Schulbüchern zu lernen, sondern auch aus praktischer Anschauung. Die Touren waren für Schüler kostenlos und wurden über die Beiträge der Touristen mitfinanziert. Seit Mai 2014 gehören diese Touren der Vergangenheit an, denn das Schiff ließ sich nicht länger finanzieren.

### Auszeichnung
Am 28. Februar 2024 wurde Cynthia Mc Leod-Ferrier von der Anton-de-Kom-Universität in Paramaribo mit der Ehrendoktorwürde für Literatur und Geschichte ausgezeichnet. Ihre Rede zur Ehrung trug den Titel: Historiographie im Verhältnis zum historischen Roman. Kann ein historischer Roman die Geschichtsschreibung beeinflussen?

## Werke
- Hoe duur was de suiker?, VACO N.V., Paramaribo (1987), ISBN 90-5429-048-X
- Surinam [deutsche Ausgabe von Hoe duur was de suiker?], Verlag Nymphenburger, München (1996), ISBN 3-485-00744-7
- Elisabeth Samson. Een vrije zwarte vrouw in het achttiende-eeuwse Suriname (studie), Vakgroep Culturele Antropologie, Universiteit Utrecht, Utrecht (1993) [Reihe: Bronnen voor de studie van Afro-Suriname, deel 15], ISSN 0922-3630
- Elisabeth Samson. Een vrije zwarte vrouw in het achttiende-eeuwse Suriname, Uitgeverij Conserve, Schoorl (1996), ISBN 90-5429-054-4
- Ma Rochelle Passée Welkom El Dorado. Surinaamse historische roman, Uitgeverij Conserve, Schoorl (1996), ISBN 90-5429-061-7
- Tweemaal Mariënburg, Uitgeverij Conserve, Schoorl (1997), ISBN 90-5429-086-2
- toen het vakantie was. leesboek voor 7-11-jarigen, Uitgeverij Monand, Paramaribo (1999), ISBN 90-5429-128-1 [und: Uitgeverij Conserve, Schoorl (1999)]
- De vrije negerin Elisabeth. Gevangene van kleur, Uitgeverij Conserve, Schoorl (2000), ISBN 90-5429-077-3
- … die revolutie niet begrepen!…, Uitgeverij Conserve, Schoorl (2005), ISBN 90-5429-201-6
- Paramaribo. Stad van harmonische tegenstellingen, Uitgeverij Conserve, Schoorl (2007), ISBN 978-90-5429-237-1. [Cynthia McLeod und NOS Journalistin Hennah Draaibaar schrieben gemeinsam das Buch über Historisches (McLeod) und Alltägliches (Draaibaar) der Stadt Paramaribo]
- Tutuba, het meisje van het slavenschip Leusden. Historische Novelle, Uitgeverij Conserve, Schoorl (2013), ISBN 978-90-5429-357-6
- Zenobia – Slavin op het Paleis (historischer Roman), Uitgeverij Conserve, Schoorl (2015), ISBN 978-90-5429-399-6